# Cuadernos de Historia 16
Cuadernos de Historia 16 ist eine spanische Reihe mit Themen der Weltgeschichte und der Geschichte Spaniens gewidmeten Heften, die seit 1985 erscheint. Die Beiträge wurden von führenden Fachleuten verfasst. Sie ist zweigeteilt, die erste Ausgabe (1985) besteht aus 300 Heften, die zweite (1995) aus 100 Heften. Über 200 Bände der 1985-Ausgabe und alle 100 der 1995er sind als Digitalisate online abrufbar. Im Folgenden werden die Titel der Reihe mit deutschen Übersetzungen wiedergegeben. Die folgende Liste erhebt keinen Anspruch auf Aktualität oder Vollständigkeit.

## Übersicht (Auswahl)

### Cuadernos de Historia 16 (1985)
001 Los Fenicios (Die Phönizier)

002 La guerra civil española (Der spanische Bürgerkrieg)

003 La enciclopedia (Die Enzyklopädie)

004 El Reino de Granada (Das Königreich Granada)

005 Flandes contra Felipe II (Flandern gegen Philipp II.)

006 Micenas (Mykene)

007 La Mesta (La Mesta)

008 La desamortización (Die  Desamortisation)

009 La Reforma Protestante (Die protestantische Reformation)

010

011 Así nació Cataluña (So wurde Katalonien geboren)

012 Roma contra Cartago (Rom gegen Karthago)

013 La España de Alfonso X (Spanien untre Alfonso X.)

014 Esparta (Sparta)

015 La Revolución Rusa (Die russische Revolution)

016 Los Mayas (Die Mayas)

017 La Peste Negra (Die schwarze Pest)

018 Así nació el Castellano (So wurde der Kastilien geboren)

019 Así nació Alemania (So wurde Deutschland geboren)

020 Los Celtas en España (Die Kelten in Spanien)

021 Así nació el Islam (So wurde der Islam geboren)

022 La Segunda República (Die Zweite Republik)

023 Los Sumerios (Die Sumerer)

024 Los comuneros (Die Comuneros)

025 Los Omeyas (Die Umayyaden)

026 Numancia contra Roma (Numancia gegen Rom)

027 Los Aztecas (Die Azteken)

028 La España del siglo XVII (Spanien im 17. Jahrhundert)

029 Los Abbassies (Die Abteien)

030 El desastre del 98 (Die Katastrophe von 98)

032 La Conquista de México (Die Eroberung Mexikos)

033 El Islam (Islam)

034 El boom económico español (Der spanische Wirtschaftsboom)

035 La Primera Guerra Mundial (1) (Erster Weltkrieg (1))

036 La Primera Guerra Mundial (y 2) (Erster Weltkrieg (und 2))

038 Judios en la España medieval (Juden im mittelalterlichen Spanien)

039 El reparto de África (Die Besetzung Afrikas)

040 Tartessos (Tartessos)

041 la disgregación del Islam (Der Zerfall des Islam)

044 La ilustración española (Die spanische Illustration)

046 Aragón en el Mediterráneo (Aragon im Mittelmeer)

047 Así nació Israel (So wurde Israel geboren)

048 Las Germanias (Die Germanen)

049 Los Incas (Die Inkas)

050

051 Las cortes medievales (Die mittelalterlichen Höfe)

052 La conquista de Perú (Die Eroberung Perus)

053 Jaime I y su época  ( Jakob I. und seine Zeit)

054 Los Etruscos (Die Etrusker)

055 La revolución mexicana (Die mexikanische Revolution)

056 La cultura del siglo de oro (Die Kultur des Goldenen Zeitalters)

057 Hitler al poder (Hitler an der Macht)

058 Las guerras cantabras (Die Kantabrischen Kriege)

059 Los orígenes del monacato (Die Ursprünge des Mönchtums)

060 Antonio Pérez y su época (Antonio Pérez und seine Zeit)

061 Los Hititas (Die Hethiter)

062 Juan Manuel y su época (Juan Manuel und seine Zeit)

063 Simón Bolivar (Simon Bolivar)

064 La regencia de María Cristina (Die Regentschaft von María Cristina)

065 Así nació Andalucía (So wurde Andalusien geboren)

066 Las herejías medievales (Die mittelalterlichen Häresien)

067 La caída de Roma (Der Fall Roms)

068 Alfonso XII y su época (Alfons XII. und seine Zeit)

069 Los Olmecas (Die Olmeken)

071 La Segunda Guerra Mundial (1) (Zweiter Weltkrieg (1))

072 La Segunda Guerra Mundial (2) (Zweiter Weltkrieg (2))

073 La Segunda Guerra Mundial (3) (Zweiter Weltkrieg (3))

074 La Segunda Guerra Mundial (y 4) Zweiter Weltkrieg (und 4)

075 Las Internacionales obreras (Internationale der Arbeiter)

076 Los concilios medievales (Die mittelalterlichen Räte)

077 Consolidación de Israel (Konsolidierung Israels)

079 La conquista de Canarias (Die Eroberung der Kanarischen Inseln)

080 La religión romana (Die römische Religion)

082 La conquista de Toledo (Die Eroberung von Toledo)

083 La guerra de los treinta años (Der Dreißigjährige Krieg)

084 América Colonial (Kolonialamerika)

085 Guerra en Asia (1) Krieg in Asien (1)

086

087 Guerra en Asia (y 3) Krieg in Asien (und 3)

090 Independencia de África (Unabhängigkeit Afrikas)

091 El trienio liberal (Das liberale Triennium)

093 Los payeses de remensa (Die unfreien Bauern)

098 La España de Alfonso XIII (Das Spanien von Alfons XIII.)

099 El Greco y su época (El Greco und seine Zeit)

101 El mito del dorado (Der Mythos von El Dorado)

102 El califato de Córdoba (Das Kalifat von Cordoba)

103 Las legiones romanas (Die römischen Legionen)

104 Las Guerras del opio (Opiumkriege)

105 Los monasterios medievales (Die mittelalterlichen Klöster)

106 Las olimpiadas (Die Olympischen Spiele)

107 Las Multinacionales (Multinationale Unternehmen)

108 La Inquisición (Die Inquisition)

109 Nuevas Fronteras (Neue Grenzen)

110 Santa Teresa (Santa Teresa)

111 Vida cotidiana en Roma (1) (Tägliches Leben in Rom (1))

112 Vida cotidiana en Roma (y 2) (Tägliches Leben in Rom (und 2))

113 Mapa étnico de América (Ethnische Karte von Amerika)

114 De Indochina a Vietnam (Von Indochina nach Vietnam)

115 Caballeros medievales (Mittelalterliche Ritter)

116 Los viajes de Colón (Die Reisen des Columbus)

117 El trabajo en Egipto (Arbeit in Ägypten)

118 La España de Espartero (Spanien von Espartero)

119 La Inglaterra victoriana (Viktorianisches England)

120 Catástrofes Medievales (Mittelalterliche Katastrophen)

121 Los afrancesados (Die Afrancesados)

122 España en el Pacífico (Spanien im Pazifik)

123 Comercio y esclavitud Handel und Sklaverei)

124 La URSS de Lenin a Stalin (Die UdSSR von Lenin bis Stalin)

125 La reforma en Inglaterra (Die Reform in England)

126 El voto en España (Die Abstimmung in Spanien)

127 Mitos y ritos en Grecia (Mythen und Riten in Griechenland)

128 Campesinos medievales (Mittelalterliche Bauern)

129 La vida en el siglo de oro (1) (Leben im goldenen Zeitalter (1))

130 La vida en el siglo de oro (y 2) (Leben im goldenen Zeitalter (und 2))

131 Los movimientos ecologistas (Die Umweltbewegungen)

132 La semana trágica (Die Tragische Woche)

133 Sudáfrica (Südafrika)

134 La pena de muerte (Die Todesstrafe)

135 Agricultura en América (Landwirtschaft in Amerika)

136 Los sacerdotes egipcios (Ägyptische Priester)

137 Revolución agrícola en el XVIII (Agrarrevolution im 18. Jahrhundert)

138 Los antiguos esclavos (Die antiken Sklaven)

139 Descubrimiento y descubridores (Entdeckung und Entdecker)

140 Las cruzadas (Die Kreuzzüge)

141 Pericles y su época (Perikles und seine Zeit)

142 Los comerciantes del mediterráneo (Die Kaufleute des Mittelmeers)

143 La conquista de Valencia (Die Eroberung von Valencia)

144 Ciencia musulmana en España (Muslimische Wissenschaft in Spanien)

145 La Europa de Metternich (Das Europa Metternichs)

146 La agricultura romana (Römische Landwirtschaft)

147 Los Incas y sus dioses (Die Inkas und ihre Götter)

148 La España de Olivares (Das Spanien von Olivares)

149 Napoleón Bonaparte (1) (Napoleon Bonaparte (1))

150 Napoleón Bonaparte (y 2) (Napoleon Bonaparte (und 2))

151 El Cristianismo en Roma (Christentum in Rom)

152 Sevilla y el comercio de Indias (Sevilla und der indische Handel)

153 Los Jesuitas en América (Die Jesuiten in Amerika)

154 Carlomagno (1) (Karl der Große (1))

155 Carlomagno (y 2) (Karl der Große (und 2))

156 Filipinas (Philippinen)

157 El anarquismo (Anarchismus)

158 Conflictos sociales en la Edad Media (Soziale Konflikte im Mittelalter)

159 La trata de negros (Der Handel mit schwarzen Sklaven)

160 Cataluña y Felipe V (Katalonien und Philipp V. (Spanien) Philipp V.)

161 El Imperio Turco (Das türkische Reich)

162 La visión de los vencidos (Die Vision der Besiegten)

163 El voto femenino (Die Frauenwahl)

164 La Primera República (Die Erste Republik)

165 África, explotadores y explotados (Afrika, Ausbeuter und Ausgebeutete)

166 Puertos comerciales en la Edad Media (Handelshäfen im Mittelalter)

167 La reforma en Europa (Die Reform in Europa)

168 La institución libre de enseñanza (Die freie Lehranstalt)

169

170

171 Recaredo y su época (Rekkared I und seine Zeit)

172 La hueste indiana (La hueste indiana)

180 La Revolución Francesa (y 3) (Die Französische Revolution (und 3))

181

182

183

184

185

186

187

188

189 La Andalucía romana (Römisches Andalusien)

190

191

192

193

194

195

196

197 España y la Gran Guerra (Spanien und der Erste Weltkrieg)

201 Felipe II (Philip II.)

202 Altamira (Altamira)

203 La Commonwealth (Das Commonwealth)

204 La ciudad castellana medieval (Die mittelalterliche kastilische Stadt)

205 El mundo de los Borgia (Die Welt der Borgias)

210 La China de Mao (Maos China)

211 La España de Carlos II (Das Spanien von Karl II.)

216 Las primeras ciudades (Die ersten Städte)

218 Viajeros en la Antigüedad (Reisende in der Antike)

219 Los Templarios (Die Templer)

222 Los Tracios (Die Thraker)

224 El colonialismo (Kolonialismus)

226 La ciencia del Antiguo Egipto (Die Wissenschaft des alten Ägypten)

228 Las siete maravillas (Die sieben Weltwunder)

229 La China de Confucio (Das China des Konfuzius)

230 Cromwell y la revolución inglesa (Cromwell und die englische Revolution)

231

232

233 El megalitismo Ibérico (Iberischer Megalithismus)

236 Los Balcanes contemporáneos (1) (Der zeitgenössische Balkan (1))	

237 Los Balcanes contemporáneos (y 2) (Der zeitgenössische Balkan (und 2))

238 La ruta de la seda (Die Seidenstraße)

239 La reforma agraria en España (Landreform in Spanien)

240 La revolución de 1905 (Die Revolution von 1905)

241 La guerra de Troya (Der trojanische Krieg)

242 Los Condotieros (Die Condottieri)

244 La conquista de Sevilla (Die Eroberung Sevillas)

245 La América de Roosevelt (Roosevelts Amerika)

246 Los Vikingos (Die Wikinger)

247 La cultura helenística (Die hellenistische Kultur)

248 El Madrid de los Austrias (Das Madrid der Österreicher)

249 Los árabes invaden España (Araber Invasion in Spanien)

250 El Japón Tokugawa (Japan in der Tokugawa-Zeit)

251 El oeste americano (Der amerikanische Westen)

252 Augusto (Augustus)

253 Barcelona Medieval (Mittelalterliches Barcelona)

254 La huelga de 1917 (Der Streik von 1917)

255 Japón, de los Meiji a hoy (Japan, von der Meiji-Zeit bis heute)

256 La medicina en la Antiguedad (Medizin in der Antike)

257 La revolución industrial (Die industrielle Revolution)

258 Jorge Manrique y su época (Jorge Manrique und seine Zeit)

262 La mujer medieval (Die mittelalterliche Frau)

263 Los últimos descubrimientos (Die neuesten Entdeckungen)

264 El Egipto Ptolemaico (Die Ptolemäer in  Ägypten)

265 Los Arameos (Die Aramäer)

266 La guerra en la Edad Media (Krieg im Mittelalter)

267 Conquista de Norteamérica (Eroberung Nordamerikas)

268

269

270 Así nació Canadá So wurde Kanada geboren

272 Los Estados Pontificios (1) (Die Kirchenstaaten (1))

273 Los Estados Pontificios (y 2) (Die Kirchenstaaten (und 2))

274 Imperios africanos (Afrikanische Reiche)

287 La Mafia (Die Mafia)

296 La Castilla del Cid (La Castilla del Cid)

297 La segunda internacional (Die zweite Internationale)

298 Guerra del Golfo (Golfkrieg)

### Cuadernos de Historia 16 (1995)
001 La Segunda República (Die Zweite Republik)

002 La Palestina de Jesús (Das Palästina Jesu)

003 El Califato de Córdoba (Das Kalifat von Cordoba)

004 La vida en el siglo de oro (1) (Leben im Goldenen Zeitalter (1))

005 La vida en el siglo de oro (y 2) (Leben im Goldenen Zeitalter (und 2))

006 Faraones y pirámides (Pharaonen und Pyramiden)

007 La Castilla del Cid (La Castilla del Cid)

008 La Revolución Industrial (Die industrielle Revolution)

009 Felipe II (Philip II)

010 Medicina en la Antigüedad (Medizin in der Antike)

011 Los Reyes Católicos (Die katholischen Monarchen)

012 La mujer medieval (Die mittelalterliche Frau)

013 La revolución francesa (1) (Die Französische Revolution (1))

014 La revolución francesa (2) (Die Französische Revolution (2))

015 La revolución francesa (y 3) (Die Französische Revolution (und 3))

016 El Egipto de Ramses II (Das Ägypten von Ramses II.)

017 La invasión Árabe de España (Die arabische Invasion in Spanien)

018 Los Mayas (Die Mayas)

019 Carlos V (Karl. V.)

020 Guerra de la Independencia (1) (Unabhängigkeitskrieg (1))

021 Guerra de la Independecia (y 2) (Unabhängigkeitskrieg (und 2))

022 Hispania romana (Römisches Hispania)

023 Vida cotidiana en la Edad Media (Alltagsleben im Mittelalter)

024 El Renacimiento (Die Renaissance)

025 La Revolución Rusa (Die russische Revolution)

026 Los Fenicios (Die Phönizier)

027 La mesquita de Córdoba (Die Moschee von Córdoba)

028 La Reforma en Europa (Die Reformation in Europa)

029 Napoleón Bonaparte (1) (Napoleon Bonaparte (1))

030 Napoleón Bonaparte (y 2) (Napoleon Bonaparte (und 2))

031 Los Iberos (Die Iberer)

032 Recaredo y su época (Recaredo und seine Zeit)

033 Los campesinos del siglo XVI (Die Bauern des 16. Jahrhunderts)

034 La Inglaterra victoriana (Viktorianisches England)

035 El Neolítico (Die Jungsteinzeit)

036 Los Aztecas (Die Azteken)

037 La Inglaterra Isabelina (Elisabethanisches Zeitalter)

038 La Segunda Guerra Mundial (1) (Zweiter Weltkrieg (1))

039 La Segunda Guerra Mundial (2) (Zweiter Weltkrieg (2))

040 La Segunda Guerra Mundial (y 3) (Zweiter Weltkrieg (und 3))

041 Tartessos (Tartessos)

042 Campesinos medievales (Mittelalterliche Bauern)

043 Enrique VIII (Heinrich VIII)

044 La España de José Bonaparte (Das Spanien von Joseph Bonaparte)

045 Altamira (Altamira)

046 La Unión Europea (Die Europäische Union)

047 Los reinos de Taifas (Die Taifa-Königreiche)

048 La Inquisición en España (Die Inquisition in Spanien)

049 Vida cotidiana en Roma (1) (Alltagsleben in Rom (1))

050 Vida cotidiana en Roma (y 2) (Alltagsleben in Rom (und 2)

051 La España de Franco (Das spanien Francos)

052 Los Incas (Die Inkas)

053 Los Comuneros (Die Comuneros)

054 La España de Isabel II (Das Spanien von Isabel II.)

055 Ampurias (Empúries)

056 Los Almoravides (Die Almoraviden)

057 Los viajes de Colón (Die Reisen des Kolumbus)

058 El cristianismo en Roma (Christentum in Rom)

059 Los pronunciamientos (Die Pronunciamientos)

060 Carlomagno (1) (Karl der Große (1))

061 Carlomagno (y 2) (Karl der Große (und 2))

062 La Florencia de los Medicis (Das Florenz der Medicis)

063 La primera República (Die Erste Republik)

064 Sacerdotes egipcios (Ägyptische Priester)

065 Los Almohades (065 Die Almohaden)

066 La Mesta (La Mesta)

067 La Dictadura de Primo de Rivera (Die Diktatur von Primo de Rivera)

068 Pericles y su época (Perikles und seine Zeit)

069 El cisma de Aviñon (Das Schisma von Avignon)

070 Las últimas Taifas (Die letzten Taifas)

071 La España de Carlos III (Das Spanien von Karl III.)

072 El Egipto Ptolemaico (Ägypten der Ptolemäer)

073 La España de Alfonso XIII (Das Spanien von Alfons XIII.)

074 La flota de Indias (Die Flotte Indiens)

075 La Alhambra (Die Alhambra)

076 Pedro el Grande (Peter der Große)

077 La ciudad romana de Mérida (Die römische Stadt Mérida)

078 Los Templarios (Die Templer)

079 Velásquez (Velásquez)

080 La ruta de la seda (Die Seidenstraße)

081 La España de Alfonso X (Das Spanien von Alfonso X.)

082 Rusia de Catalina II (Russland von Katharina II.)

083 Virreinatos americanos (Amerikanisches Vizekönigreich)

084 Agricultura romana (Römische Landwirtschaft)

085 La generación del 98 (Die Generation von 98)

086 El fin del mundo comunista (Das Ende der kommunistischen Welt)

087 El camino de Santiago (Der Weg von Santiago)

088 Descubrimiento y conquista (Entdeckung und Eroberung)

089 Los Asirios (Die Assyrer)

090 La Guerra Civil Española (Der spanische Bürgerkrieg)

091 La Hansa (Die Hansa)

092 Ciencia musulmana en España (Muslimische Wissenschaft in Spanien)

093 Luis XIV y su época (Ludwig XIV. und seine Zeit)

094 Mitos y ritos en Grecia (Mythen und Riten in Griechenland)

095 La Europa de 1848 (Das Europa von 1848)

096 La guerra de los treinta años (Der Dreißigjährige Krieg)

097 Los moriscos (Die Mauren)

098 La revolución inglesa (Die englische Revolution)

099 La expulsión de los judíos (Die Vertreibung der Juden)

100 La revolución informática (Die Computerrevolution)